# Live (zespół muzyczny)
Live (zapis stylizowany LIVE) – amerykański zespół muzyczny, utworzony i działający w mieście York w stanie Pensylwania, grający rock alternatywny, post grunge oraz hard rock. Skład zespołu tworzyli: Ed Kowalczyk (wokal, gitara), Chad Taylor (gitara prowadząca), Patrick Dahlheimer (gitara basowa) oraz Chad Gracey (perkusja). Na czas koncertów z zespołem związani są także: Adam Kowalczyk, młodszy brat Eda (gitara rytmiczna), Michael „Railo” Railton (instrumenty klawiszowe) oraz Christopher Thorn z zespołu Blind Melon (gitara, mandolina, harmonijka).
Na początku lat 90. zespół stał się jednym z najbardziej popularnych i rozpoznawalnych zespołów grających rock alternatywny. Przełom o międzynarodowym znaczeniu nastąpił w 1994 roku, kiedy to grupa wydała płytę Throwing Copper, która sprzedała się w Stanach Zjednoczonych w ilości 8 milionów kopii.

## Historia
Kowalczyk, Taylor, Dahlheimer oraz Gracey poznali się w szkole średniej na pokazie talentów odbywającym się w York w stanie Pensylwania. Wspólnie utworzyli grupę muzyczną, która działała przez cały okres szkoły średniej przyjmując w tym czasie różne nazwy: First Aid, Club Fungus, Paisley Blues, Action Front czy też Body Odor Boys. Ostateczną nazwą jaką wówczas przyjęli była Public Affection i właśnie pod tą nazwą zespół w 1989 roku wydał swój pierwszy materiał przeznaczony dla szerszego kręgu odbiorców The Death of a Dictionary. Niedługo potem, w 1990 roku, Public Affection wydali minialbum wyprodukowany przez Jaya Healy’ego pod tytułem Divided Mind, Divided Planet. Często podróżowali do Nowego Jorku grając tam w klubie muzycznym CBGB (Country, Blue Grass, and Blues), co pomogło zespołowi nawiązać w 1991 roku współpracę z wytwórnią Radioactive Records. Pod nową nazwą – LIVE – zespół wszedł do studia nagraniowego, i pod okiem producenta Jerry’ego Harrisona, klawiszowca zespołu Talking Heads, nagrali minialbum pod tytułem Four Songs (1991). Singel Operation Spirit (The Tyranny of Tradition) powędrował na 9. miejsce amerykańskiej listy przebojów, co przyczyniło się do tego, że Harrison postanowił wyprodukować pełnej długości album Mental Jewelry. Inspirację do napisania tekstów piosenek zawartych na debiutanckiej płycie Kowalczyk czerpał od indyjskiego filozofa Jiddu Krishnamurti.

## Początki sukcesów
Liczne koncerty (włącznie z występem na Woodstock w 1994 roku oraz trasa z Peterem Gabrielem WOMAD (World of Music, Arts and Dance)), sukcesy singli (I Alone, All Over You, Selling the Drama oraz Lightning Crashes) oraz wydanie doskonałej płyty Throwing Copper (1994), spowodowało, że dla zespołu nastąpił przełom w dotychczasowej karierze. Ich mocną pozycję na rynku muzycznym, poza sukcesami singli, ugruntowało zajęcie przez album Throwing Copper 1. miejsca na liście 200 najlepiej sprzedających się albumów (6 maja 1995 roku). Poza tym, iż album świetnie się sprzedawał, był świetnie oceniany zarówno przez fanów, jak i krytyków. Ponadto zespół został zaproszony do programu NBC Saturday Night Live, w którym wykonali takie hity jak I Alone oraz Selling the Drama.
Sukces albumu Throwing Copper został powtórzony w 1997 roku albumem Secret Samadhi (nagranym we współpracy z Jayem Healy’m), który także znalazł się na 1. miejscu listy najlepiej sprzedających się albumów. Pomimo kilku wspaniałych singli, album Secret Samadhi nie zdołał pokonać progu 2 milionów sprzedanych płyt, jak to miało miejsce w przypadku albumu Throwing Copper. Jednak mimo tego, album był sukcesem. Zespół ponownie został zaproszony do programu Saturday Night Live, w którym zagrali takie utwory pochodzące z albumu, jak: Lakini’s Juice oraz Heropsychodreamer. W 1999 roku Jerry Harrison, współproducent wydanego w 1991 roku minialbumu Four Songs, ponownie rozpoczął współpracę z zespołem, wynikiem czego był album The Distance to Here, który zajął 4. miejsce na liście najlepiej sprzedających się albumów. Singlem promującym płytę był utwór The Dolphin’s Cry.

## Skład
- Chris Shinn – śpiew, gitara rytmiczna (od 2012 -2016)
- Chad Taylor – gitara prowadząca
- Patrick Dahlheimer – gitara basowa
- Chad Gracey – perkusja
- Ed Kowalczyk – śpiew, gitara (do 2009 od 2016-teraz)

Od 1990 roku zespół zatrudnia na czas tras koncertowych także:
- Adam Kowalczyk – gitara rytmiczna (1999–2009)
- Michael „Railo” Railton – instrumenty klawiszowe (1999–2001)
- Christopher Thorn – gitara, mandolina, harmonijka (1998)
- Sean Hennesy – gitara rytmiczna, chórki (2012)
- Alexander Lefever – instrumenty klawiszowe, chórki (2012)

## Albumy
| Lp*      | Tytuł Abumu                                                     | Data Wydania        | Wytwórnia            | Uwagi                 |
| -------- | --------------------------------------------------------------- | ------------------- | -------------------- | --------------------- |
| 01 \|    | The Death of a Dictionary                                       | 17 sierpnia 1991    | Action Front Records | jako Public Affection |
| 02 \| 01 | Mental Jewelry                                                  | 31 grudnia 1991     | Radioactive Records  | –                     |
| 03 \| 02 | Throwing Copper                                                 | 26 kwietnia 1994    | Radioactive Records  | –                     |
| 04 \| 03 | Secret Samadhi                                                  | 18 lutego 1997      | Radioactive Records  | –                     |
| 05 \| 04 | The Distance to Here                                            | 5 października 1999 | Radioactive Records  | –                     |
| 06 \| 05 | V                                                               | 17 września 2001    | Radioactive Records  | –                     |
| 09 \| 06 | Birds of Pray                                                   | 19 maja 2003        | Radioactive Records  | –                     |
| 08 \| 07 | Awake: The Best of Live                                         | 2 listopada 2004    | Radioactive Records  | –                     |
| 09 \| 08 | Songs from Black Mountain                                       | 6 czerwca 2006      | Epic Records         | –                     |
| 10 \| 09 | Radiant Sea: A Collection of Bootleg Rarities and Two New Songs | 14 września 2007    | Action Front Records | –                     |

(*) Pogrubioną czcionką zapisana jest numeracja albumów studyjnych wydanych pod nazwą LIVE.

## Minialbumy (EP)
| Lp. | Tytuł Abumu                  | Data Wydania     | Wytwórnia           | Uwagi                 |
| --- | ---------------------------- | ---------------- | ------------------- | --------------------- |
| 01  | Divided Mind, Divided Planet | 1990             |                     | jako Public Affection |
| 02  | Four Songs                   | 24 września 1991 | Radioactive Records | –                     |

## Single
| Lp. | Rok  | Tytuł Piosenki                                 | Tytuł Albumu              |
| --- | ---- | ---------------------------------------------- | ------------------------- |
| 01  | 1992 | Operation Spirit (The Tyranny of Tradition)    | Mental Jewelry            |
| 02  | 1992 | Pain Lies on the Riverside                     | Mental Jewelry            |
| 03  | 1994 | Selling the Drama                              | Throwing Copper           |
| 04  | 1994 | I Alone                                        | Throwing Copper           |
| 05  | 1995 | Lightning Crashes                              | Throwing Copper           |
| 06  | 1995 | All Over You                                   | Throwing Copper           |
| 07  | 1995 | White, Discussion                              | Throwing Copper           |
| 08  | 1997 | Lakini’s Juice                                 | Secret Samadhi            |
| 09  | 1997 | Freaks                                         | Secret Samadhi            |
| 10  | 1997 | Turn My Head                                   | Secret Samadhi            |
| 11  | 1997 | Rattlesnake                                    | Secret Samadhi            |
| 12  | 1999 | The Dolphin’s Cry                              | The Distance to Here      |
| 13  | 2000 | Run to the Water                               | The Distance to Here      |
| 14  | 2000 | They Stood Up for Love                         | The Distance to Here      |
| 15  | 2001 | Simple Creed                                   | V                         |
| 16  | 2001 | Overcome                                       | V                         |
| 17  | 2001 | Forever May Not Be Long Enough (International) | V                         |
| 18  | 2001 | Like a Soldier (International)                 | V                         |
| 19  | 2003 | Heaven                                         | Birds of Pray             |
| 20  | 2003 | Sweet Release (International)                  | Birds of Pray             |
| 21  | 2004 | Run Away                                       | Awake: The Best of Live   |
| 22  | 2004 | We Deal In Dreams                              | Awake: The Best of LIVE   |
| 23  | 2006 | The River                                      | Songs from Black Mountain |
| 24  | 2006 | Mystery                                        | Songs from Black Mountain |
| 25  | 2006 | Wings (International)                          | Songs from Black Mountain |

## Wideografia
| Lp* | Tytuł Abumu   | Data Wydania     | Uwagi                    |
| --- | ------------- | ---------------- | ------------------------ |
| 01  | MTV Unplugged | 19 kwietnia 1995 | Nagranie: 15 lutego 1995 |